# Circus Charlie
Circus Charlie (サーカスチャーリー?, Sākasu Chārī) è un videogioco arcade del 1984 sviluppato dalla Konami che lo ha concesso per la distribuzione in Occidente alla Centuri. È il frutto della joint venture tra i team di programmatori di Time Pilot e Track & Field. Viene assunto il controllo di Charlie, un pagliaccio del circo intento a esibirsi nei suoi vari numeri.

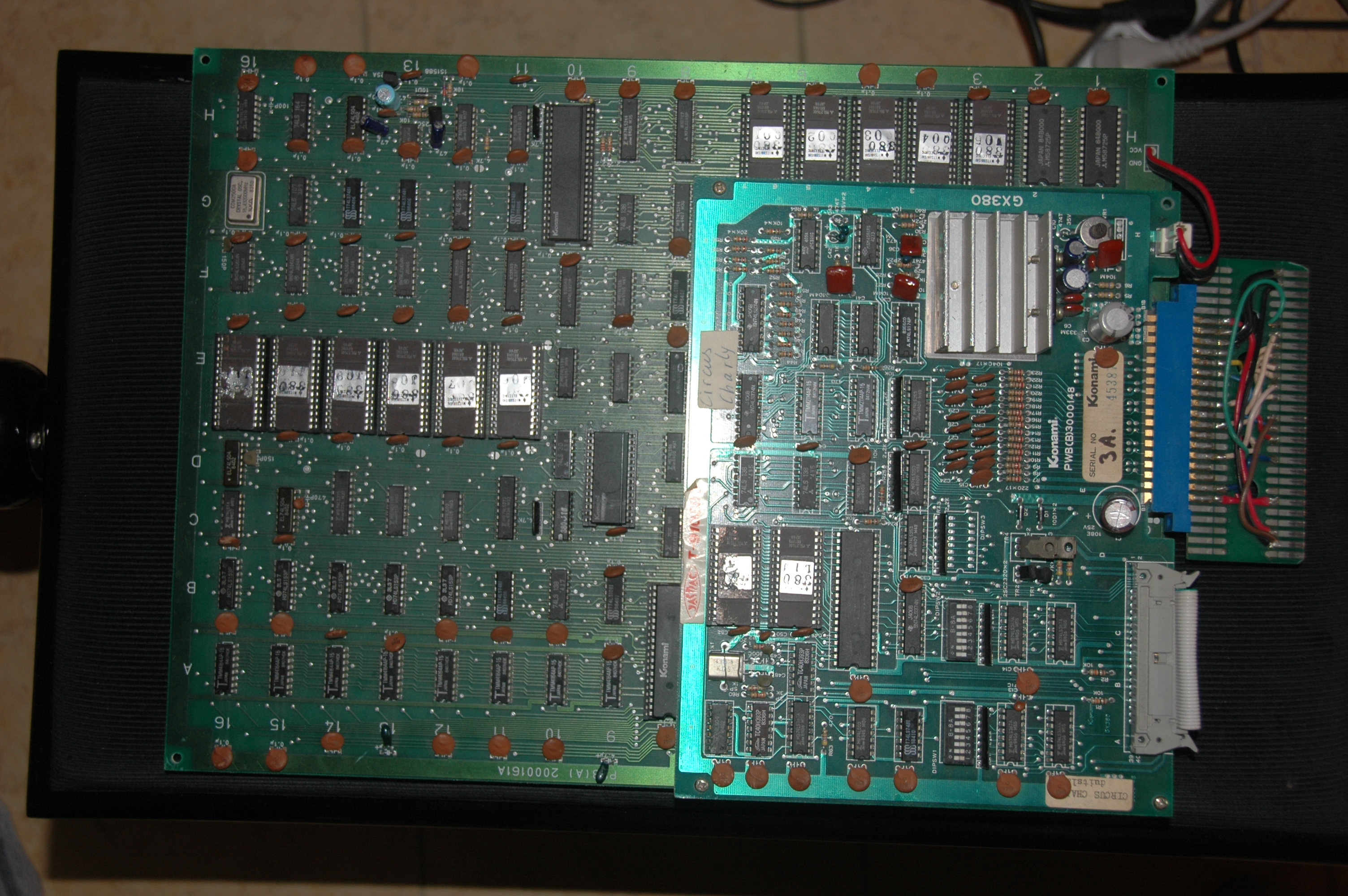
La scheda di Circus Charlie versione LEVEL SELECT prodotta dalla Konami, codice GX380

Ne vennero sviluppate conversioni per le piattaforme Commodore 64, MSX e Famicom. Sarebbe dovuto uscire anche per Colecovision, ma non venne pubblicato; esiste solo in versione homebrew del 2011.

## Modalità di gioco
L'azione delle esibizioni di Charlie si divide in sei livelli, tutti a scorrimento orizzontale e con visuale laterale. Lo scopo per il giocatore è sempre quello di raggiungere indenni la fine del percorso prima che scada il tempo, potendo solo muoversi orizzontalmente e saltare, ma tali livelli si diversificano per ciò che bisogna fare lungo il tragitto:
- Livello 1 - Salto nei cerchi mobili infuocati cavalcando un leone;
- Livello 2 - Prova di funambolismo evitando le scimmiette;
- Livello 3[N 1] - Balzo da un tamburo all'altro fra mangiatori di fuoco e giocolieri coi coltelli;
- Livello 4 - Equilibrismo e salto da un pallone rotolante all'altro;
- Livello 5 - Numero da saltimbanco sopra un pony in corsa;
- Livello 6[N 2] - Salto da un trapezio all'altro (solo nella versione MSX vi sono le liane al loro posto).

Ciascun livello può essere affrontato fino a cinque volte, dopodiché viene definitivamente completato. Ogni due volte che si supera il terzo livello, si ha diretto accesso a un livello speciale, simile ma molto più difficile, consistente sempre nel balzo tra tamburi, ma stavolta dentro una piscina con tanti delfini che saltano fuori dall'acqua e che bisogna evitare. 
Alla fine di ciascun livello vengono calcolati i punti guadagnati in base a quanto tempo rimane: si va da 200 punti fino a un massimo di 10.000. Durante la sessione è possibile vincere una vita extra seguendo alcuni trucchi. Altre vite sono previste al raggiungimento di determinati punteggi.
Si usano un joystick a due direzioni (destra-sinistra), per controllare la velocità di  Charlie, e un pulsante, per saltare.

### Differenza tra le versioni arcade
Esistono due versioni arcade di questo titolo. La prima prevede la successione dei livelli nell'ordine prestabilito. La seconda versione prodotta, la cosiddetta "Level Select", permette invece di selezionare il livello desiderato sia a inizio partita sia ogni volta che un giocatore ne porta a termine uno.

## Colonna sonora
Alcuni degli arrangiamenti a 8 bit presenti nelle conversioni di Circus Charlie sono American Patrol di Frank White Meacham, Walking in the King's Highway dei The Carter Family, e Sul bel Danubio blu di Johann Strauss.

## Eredità
Un videogioco simile a Circus Charlie è uscito nello stesso anno sull'home computer Commodore 64 col titolo Bigtop Barney.